# Rui Filipe
Rui Filipe Tavares de Bastos (Vale de Cambra, 8 marzo 1968 – Porto, 28 agosto 1994) è stato un calciatore portoghese, di ruolo centrocampista.

## Biografia
Morì, nel pieno della sua carriera, per un incidente d'auto all'età di 26 anni.

## Carriera

### Club
Ha cominciato la propria carriera da professionista nel Gil Vicente, militando in Segunda Liga. Passato all'Espinho giocò la prima stagione in Primeira Liga nel 1989-1990. Tornò quindi al Gil Vicente, nel frattempo promosso in Primeira Liga.
Dal 1991 giocò nel Porto, vincendo in tre anni due campionati portoghesi, una Coppa di Portogallo e tre Supercoppe di Portogallo (l'ultima vinta postuma).

### Nazionale
Disputò sei partite in nazionale, senza mettere a segno reti, debuttando in amichevole contro l'Italia.

## Palmarès
- Campionato portoghese: 2

Porto: 1991-1992, 1992-1993
- Coppa di Portogallo: 16

Porto: 1993-1994
- Supercoppa di Portogallo: 1

Porto: 1991, 1993, 1994